# Florence Burgat
Pour les articles homonymes, voir Burgat.
Florence Burgat, née en 1962, est une philosophe française, directrice de recherche à l'Institut national de recherche pour l'agriculture, l'alimentation et l'environnement (INRAE), affectée aux archives Husserl (ENS-PSL-CNRS) depuis 2012. Elle s'intéresse particulièrement à la vie animale, à la condition animale et au droit animal.
Grâce à une analyse de phénoménologie comparée, Florence Burgat montre que tout oppose la vie des plantes au vivre des animaux ou des êtres humains (chaque fois selon des modalités qui leur sont propres), c’est-à-dire à une vie vécue en première personne par un vivant mortel. L’inépuisable reviviscence des plantes, leur division qui donne naissance à d’autres plantes, leur indifférence, si éloignée de l’inquiétude des êtres de chair et de sang, forment deux modes d’être radicalement différents. 
Ce point de vue a été critiqué, car la capacité des plantes à s'autorépliquer (boutures, drageons, stolons) n'exclut évidemment pas l'existence d'individus vivants mortels. 

## Biographie et parcours

### Jeunesse et formation
Florence Burgat est née dans le centre de la France. À 23 ans, étudiante en philosophie, après avoir vu au cinéma une courte scène montrant l'abattage d'un bovin, elle décide de « cesser de manger des animaux ». Elle poursuit des recherches autour du thème de « l'oubli de l'animal dans la viande » et obtient en 1994 son doctorat sous la direction de Jean-Claude Beaune professeur de philosophie des sciences à l'université Jean-Moulin-Lyon-III. Quatre ans plus tard Françoise Héritier lui offre un poste de vacataire au laboratoire d'anthropologie sociale du Collège de France. Elle est ensuite recrutée par l’INRA pour travailler sur les questions d’éthique concernant les biotechnologies animales et les systèmes d’élevage.

### Travaux
Florence Burgat est l'auteur de plusieurs ouvrages fondateurs sur la question animale. Animal mon prochain (1997), qui reçoit le prix Biguet de l'Académie française, s'intéresse, d'une part, aux constructions du discours sur l'animal, qui se résume en fait à un discours sur la différence entre l'homme et l'animal, et, d'autre part, au fondement d'une autre éthique anthropo-zoologique, en insistant sur le rôle de la pitié. 
Liberté et inquiétude de la vie animale (2006) et Une autre existence (2012) sont des essais de phénoménologie de l'animal. Ils traitent de l'existence animale par contraste avec une vie biologique non vécue en première personne. La philosophe tente de redonner aux animaux une définition positive, une chair, une biographie, un monde, des relations, une existence, par contraste avec la définition privative de l'animal dominante dans l'histoire de la philosophie et du droit. Dans la même perspective, les textes réunis par Florence Burgat dans l'ouvrage collectif Penser le comportement animal. Contribution à une critique du réductionnisme (2017), s'interrogent sur les bénéfices scientifiques des études de laboratoire, où les animaux sont réduits à des mécanismes physiologiques, et sur ce que serait une éthologie plus juste.

Un autre volet des recherches de Florence Burgat sur l'animal porte sur la métaphysique de la viande. L'Humanité carnivore (2017) s'interroge sur les raisons du carnivorisme. « Pourquoi l’humanité mange-t-elle des animaux ? », alors qu'elle peut aujourd'hui s’en passer, disposant des connaissances nutritionnelles et du savoir-faire relatif aux substituts simili-carnés ou à la viande in vitro. Selon Florence Burgat, l'« obstacle pour ne plus être carnivore est métaphysique », et non pas nutritionnel ou économique : 

« Pour se rappeler qu’elle s’est séparée des animaux, l’humanité les mange. »

Dans le fait de mettre à mort, de consommer, absorber, d’excréter des animaux, « il en va de l’affirmation la plus radicale de la différence anthropo-zoologique. » Florence Burgat suggère en effet qu’au-delà de l’attachement culinaire à la viande, « l’humanité tient peut-être surtout à la relation meurtrière aux animaux, marque de sa domination. »
Dans le prolongement de ses recherches sur le monde animal, elle se penche désormais sur le monde végétal afin de proposer une phénoménologie originale de la plante. Pour elle, « une plante ne souffre pas comme un animal ou un être humain, pas plus qu'elle ne bouge, fait des choix ou même ne meurt puisqu'elle se renouvelle sans cesse par le biais de la pollinisation et des graines. » Dans son livre Qu'est-ce qu'une plante ? (2020), elle s'oppose en cela aux discours anthropomorphes actuels autour des plantes et des arbres tels que développés, par exemple, dans La Vie secrète des arbres de Peter Wohlleben. Pour Florence Burgat, la plante n’étant pas un être né mortel, clairement individué, dont l’histoire serait comprise entre la vie et la mort, elle n’est donc pas un être vivant (p. 12). « Les végétaux, venus des premiers âges, mus par la poussée pure, méconnaissant la césure de la naissance et la rupture irréversible de la mort, s’effondrant lentement sur eux-mêmes pour renaître ailleurs, décidément sourds à l’adversité, vivant en quelque sorte dans l’indifférence, forment un contre-monde. » (p. 83). Pour elle, il est impossible d’accorder à la plante un quelconque droit moral qui pourrait être traduit juridiquement pour la protection de l’environnement, sans tomber dans l’animisme. Nous n’avons ainsi pas plus de devoirs vis-à-vis des plantes que vis-à-vis de cellules cancéreuses (p. 157). Cette conception a été quelque peu contestée,.
Elle est, parallèlement, co-rédactrice en chef de la Revue semestrielle de droit animalier, publiée par la faculté de droit et des sciences économiques de Limoges.

## Publications

### Ouvrages
- Animal :
  - L'Animal dans les pratiques de consommation, Paris, PUF, coll. « Que sais-je ? », 1995.
  - La Protection de l’animal, Paris, PUF, coll. « Que sais-je ? », 1997.
  - Animal, mon prochain, Paris, Odile Jacob, 1997.
  - Avec la contribution de Robert Dantzer, Les animaux d'élevage ont-ils droit au bien-être ?, INRA éditions, coll. « Un point sur », 2001.
  - L'Animal dans nos sociétés (éd.), Paris, La Documentation française, no 896, janvier 2004.
  - Liberté et inquiétude de la vie animale, Paris, Kimé, coll. « Philosophie en cours », 2006.
  - Penser le comportement animal : contribution à une critique du réductionnisme (dir. d'ouvrage), Paris, éditions de la Maison des Sciences de l'Homme et éditions Quæ, 2010.
  - Une autre existence : la condition animale, Paris, Albin Michel, coll. « Bibliothèque des idées », 2012.
  - Avec Sandra Laugier et Vanessa Nurock (éd.), Le Multinaturalisme : mélanges à Catherine Larrère, éditions Wildproject, coll. « Domaine sauvage », 2013.
  - Ahimsa : violence et non-violence envers les animaux en Inde, éditions de la Maison des Sciences de l'Homme[13],[14], coll. « Interventions », 2014.
  - La Cause des animaux : pour un destin commun, Paris, Buchet/Chastel, coll. « Dans le vif », 2015.
  - Avec Christian Ciocan (éd.), Phénoménologie de la vie animale, ZETA books, 2016.
  - Avec Jacques Leroy et Jean-Pierre Marguénaud, Le Droit animalier, PUF, 2016.
  - Vivre avec un inconnu : miettes philosophiques sur les chats, Rivages poche, coll. « Petite Bibliothèque », 2016.
  - Avec Christian Sommer (éd.), Le Phénomène du vivant : Frederik Buytandijk et l'anthropologie philosophique[15], Genève, MetisPress, 2016.
  - Le Mythe de la vache sacrée. La condition animale en Inde, Paris, Éditions Payot & Rivages, 2017.
  - L’Humanité carnivore, Paris, Le Seuil, 2017.
  - Être le bien d'un autre, Paris, éditions Payot et Rivages, 2018.
  - Les animaux ont-ils des droits ?, La documentation française, Doc en poche - Place au débat, 2022.
- Végétal :
  - Qu'est-ce qu'une plante ?[16], Paris, Le Seuil, 2020.